# Lubana mitrajs
Lubana mitrajs este o arie protejată (arie specială de conservare — SAC, sit de importanță comunitară — SCI, arie de protecție specială avifaunistică — SPA) din Letonia întinsă pe o suprafață de 51.351,26 ha, integral pe uscat.

## Localizare
Centrul sitului Lubana mitrajs este situat la coordonatele 56°49′42″N 26°54′51″E / 56.8282°N 26.9141°E.

## Înființare
Situl Lubana mitrajs a fost declarat arie de protecție specială avifaunistică în decembrie 2009 pentru a proteja 5 specii de plante și 70 de specii de animale. Alte tipuri de protecție:
- sit de importanță comunitară (în septembrie 2009)
- arie specială de conservare (în septembrie 2009)[1][3][4]

## Biodiversitate
Situată în ecoregiunea boreală, aria protejată conține 27 de habitate naturale: Lacuri eutrofice naturale cu vegetație de tip Magnopotamion sau Hydrocharition, Lacuri și iazuri distrofice naturale, Formațiuni de Juniperus communis pe lande sau pajiști calcaroase, Pajiști calcaroase din nisipuri xerice, Pajiști uscate seminaturale și facies de acoperire cu tufișuri pe substraturi calcaroase (Festuco-Brometalia) (* situri importante pentru orhidee), Formațiuni ierboase bogate în specii de Nardus, dezvoltate pe substraturi silicioase în zone montane (și în zone submontane, în Europa continentală), Pajiști fino-scandinave uscate până la mezice, bogate în specii de altitudine mică, Pajiști cu Molinia pe soluri calcaroase, turboase sau argilos-nămoloase (Molinion caeruleae), Liziere de ierburi înalte hidrofile de câmpie și de nivel montan până la alpin, Pajiști aluvionare boreale nordice, Fânețe de joasă altitudine (Alopecurus pratensis, Sanguisorba officinalis), Pajiști din zone de pădure fino-scandinave, Turbării active, Mlaștini oligotrofe degradate, capabile încă de regenerare naturală, Mlaștini turboase de tranziție și turbării mișcătoare, Depresiuni pe substraturi de turbă de Rhynchosporion, Taiga vestică, Păduri caducifoliate bătrâne naturale hemiboreale fino-scandinave (Quercus, Tilia, Acer, Fraxinus sau Ulmus) bogate în specii epifite, Păduri fino-scandinave bogate în ierburi cu Picea abies, Păduri de conifere pe eskere fluvioglaciare sau legate la acestea, Pășuni din zone de pădure fino-scandinave, Păduri caducifoliate de mlaștină fino-scandinave, Păduri de stejar sau de stejar și carpen sub-atlantice și medio-europene de Carpinion betuli, Mlaștini împădurite, Păduri aluvionare cu Alnus glutinosa și Fraxinus excelsior (Alno-Padion, Alnion incanae, Salicion albae), Păduri central-europene de pin scoțian cu licheni, Păduri mixte riverane de Quercus robur, Ulmus laevis și Ulmus minor, Fraxinus excelsior sau Fraxinus angustifolia, de-a lungul marilor râuri (Ulmenion minoris).
La baza desemnării sitului se află mai multe specii protejate:
- plante (5): turiță (Agrimonia pilosa), Cinna latifolia, mușchi (Dicranum viride), Hamatocaulis vernicosus, dedițelul (Pulsatilla patens)
- păsări (52): pescăruș albastru (Alcedo atthis), rață sulițar (Anas acuta), gârliță mare (Anser albifrons), gâscă de semănătură (Anser fabalis), acvilă de munte (Aquila chrysaetos), acvilă țipătoare mare (Aquila clanga), acvilă țipătoare mică (Aquila pomarina), ciuf de câmp (Asio flammeus), cocoșul de mesteacăn (Bonasa bonasia), buhai de baltă (Botaurus stellaris), buha (Bubo bubo), caprimulg (Caprimulgus europaeus), chirighiță-cu-obraz-alb (Chlidonias hybridus), chirighiță neagră (Chlidonias niger), barză albă (Ciconia ciconia), barză neagră (Ciconia nigra), șerpar (Circaetus gallicus), erete de stuf (Circus aeruginosus), erete vânăt (Circus cyaneus), erete cenușiu (Circus pygargus), cristeiul de câmp (Crex crex), Cygnus columbianus bewickii, lebădă de iarnă (Cygnus cygnus), ciocănitoare cu spate alb (Dendrocopos leucotos), ciocănitoarea de stejar (Dendrocopos medius), ciocănitoare neagră (Dryocopus martius), muscar (Ficedula parva), Gallinago media, ciuvică (Glaucidium passerinum), cocor (Grus grus), codalb (Haliaeetus albicilla), stârc pitic (Ixobrychus minutus), sfrâncioc roșiatic (Lanius collurio), pescăruș mic (Larus minutus), ciocârlie de pădure (Lullula arborea), gușă albastră (Luscinia svecica), ferestraș mic (Mergus albellus), vultur pescar (Pandion haliaetus), viespar (Pernis apivorus), bătăuș (Philomachus pugnax), ciocănitoare de munte (Picoides tridactylus), ciocănitoare verzuie (Picus canus), ploier auriu (Pluvialis apricaria), corcodel-urechiat (Podiceps auritus), cresteț cenușiu (Porzana parva), cresteț pestriț (Porzana porzana), chiră de baltă (Sterna hirundo), huhurezul mic (Strix uralensis), silvie porumbacă (Sylvia nisoria), cocoșul de mesteacăn (Tetrao tetrix tetrix),  cocoș de munte (Tetrao urogallus), fluierar de mlaștină (Tringa glareola)
- amfibieni (1): triton cu creastă (Triturus cristatus)
- mamifere (2): vidră de râu (Lutra lutra), liliac de iaz (Myotis dasycneme)
- nevertebrate (10): Anthrenochernes stellae, Boros schneideri, Graphoderus bilineatus, libelule (Leucorrhinia pectoralis), fluturele purpuriu (Lycaena dispar), Ophiogomphus cecilia, Osmoderma barnabita, Oxyporus mannerheimii, Unio crassus, Vertigo geyeri
- pești (5): avat (Aspius aspius), zvârluga (Cobitis taenia), zglăvoacă (Cottus gobio), cicar (Lampetra planeri), țipar (Misgurnus fossilis)

Pe lângă speciile protejate, pe teritoriul sitului au mai fost identificate 22 de specii de plante, 10 specii de păsări, 1 specie de amfibieni, 12 specii de mamifere, 39 de specii de nevertebrate, 1 specie de reptile.